# Paul Fugger

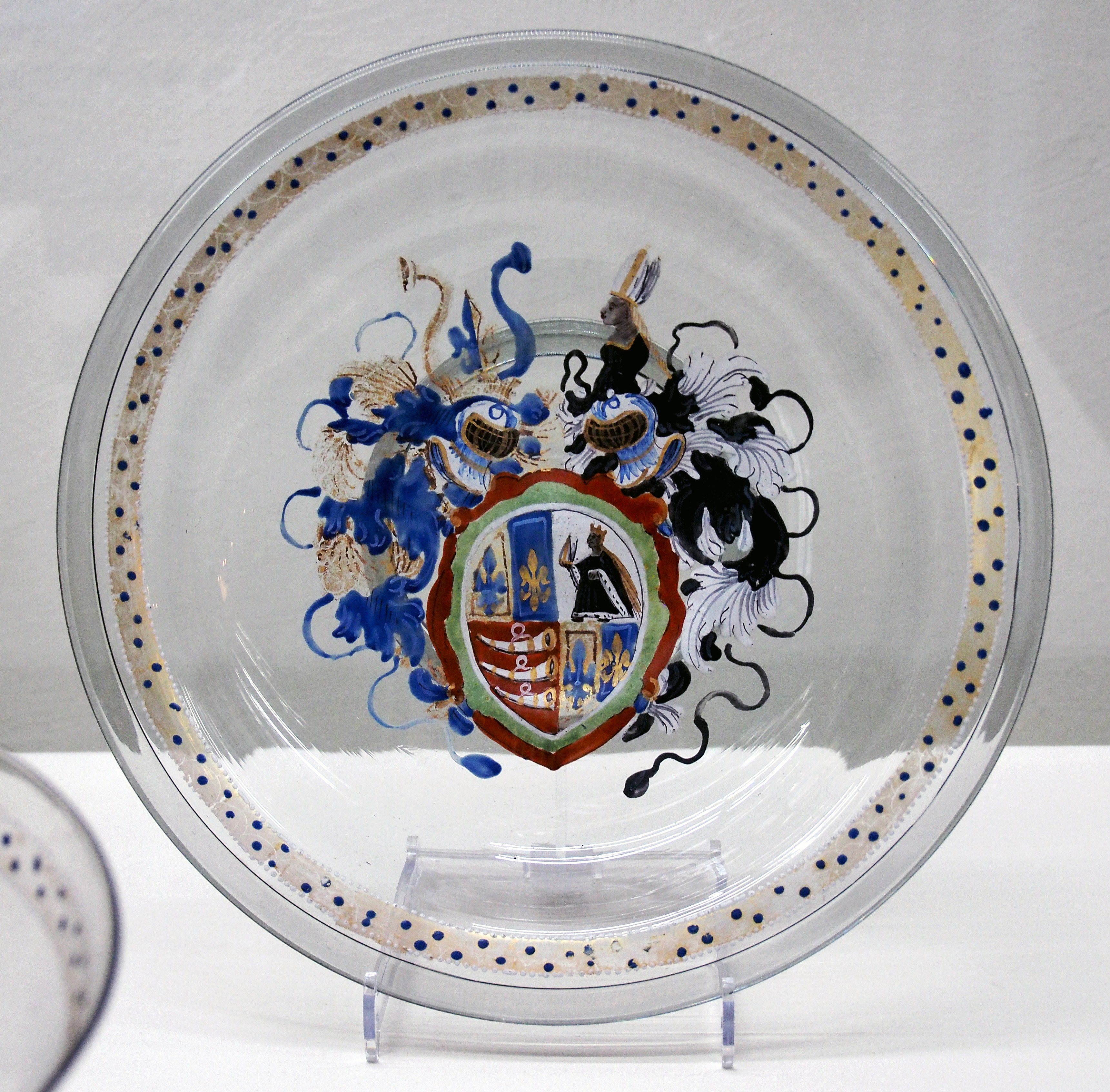
Glasteller mit dem Wappen der Fugger von Kirchberg-Weissenhorn.

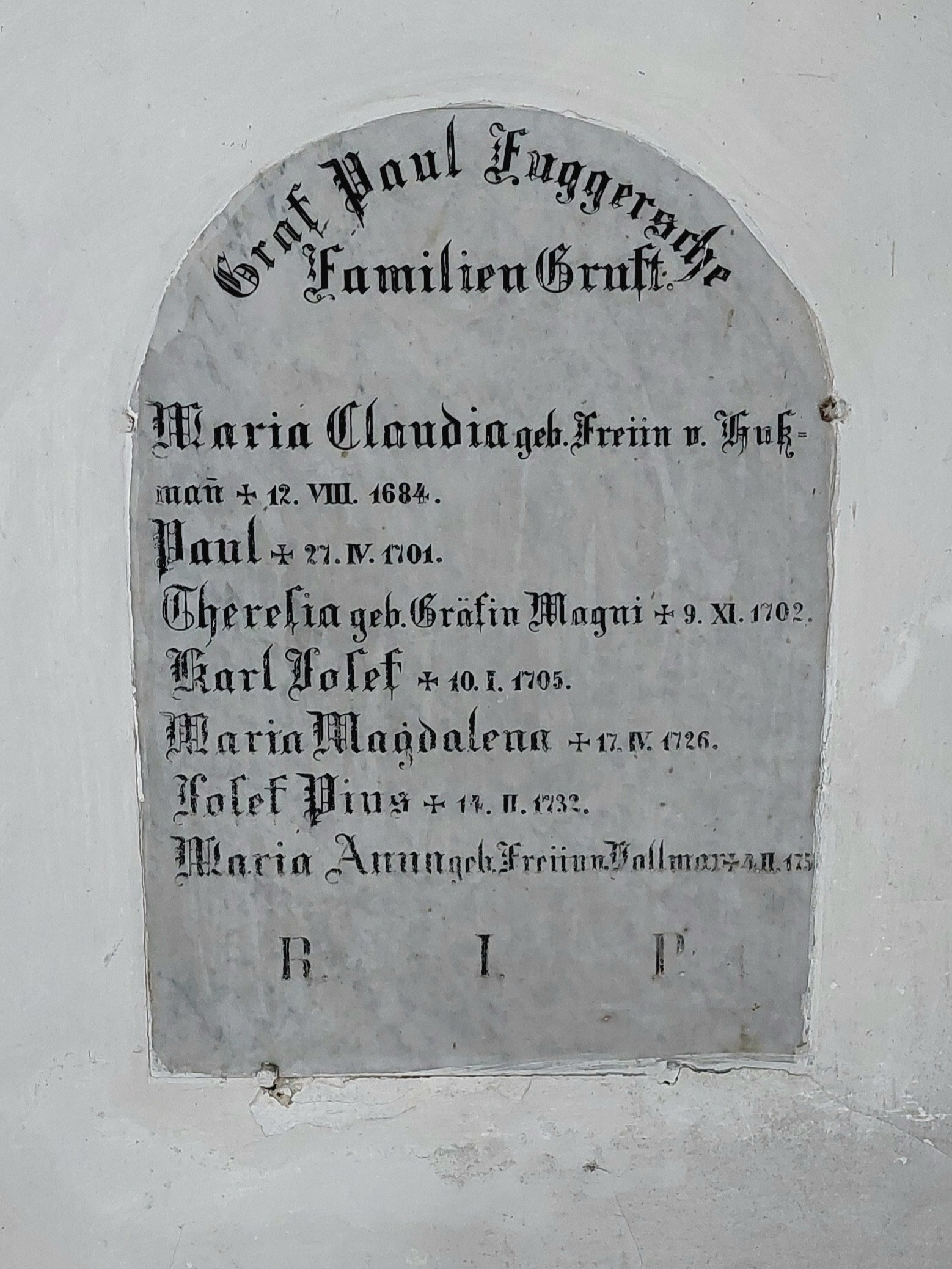
Kenotaph im Chor von St. Wolfgang, Mickhausen

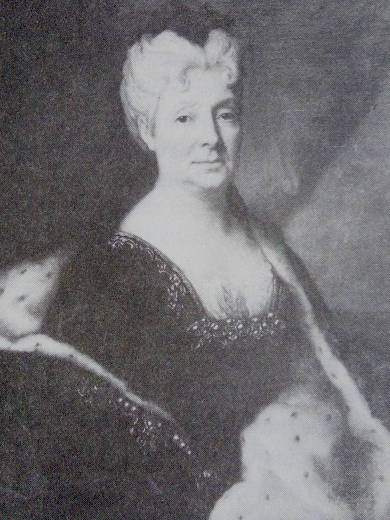
Anna Maria Katharina di San Germano, Fuggers 2. Ehefrau.

Paul Fugger (getauft am 13. Dezember 1637 in Augsburg; † April 1701 in München), Graf von Kirchberg-Weißenhorn, Herr zu Mickhausen und Duttenstein, war Reichshofrat und kurbayerischer Obersthofmeister.

## Leben
Paul Graf Fugger war das 15. Kind von Graf Otto Heinrich Fugger (genannt Ottheinrich) (1592–1644), dem Herren zu Mickhausen, Grönenbach und Mattsies, und Maria Elisabeth, Freiin von Waldburg (1600–1660). Damit war er ein Urenkel von Hans Fugger und entstammte der Anton-Linie der Fugger von der Lilie; der Präsident des Reichskammergerichts Johann Eusebius Fugger war sein Cousin zweiten Grades.
Paul Fugger wurde im Dezember 1637 in Augsburg geboren und in der dortigen Pfarrkirche St. Moritz getauft. Ab 1685 war Paul Fugger Obristkämmerer und Geheimer Rat unter dem bayerischen Kurfürsten Maximilian II. Emanuel. 1692 wurde er zum Obristhofmeister und Geheimrat befördert, womit er das höchste Hofamt bekleidete, und war Vorsitzender des kurfürstlichen Geheimen Rats. Von 1691 bis 1695 ließ er das Schloss Mickhausen weitgehend neu errichten. Paul Fugger wurde am 27. April 1701 in der Pfarrkirche St. Wolfgang in Mickhausen begraben.

## Familie
Paul Fugger heiratete 1666 Maria Claudia Hausmann Freiin von Namedy (* 1645 in Tirol; † 14. August 1684 in Mickhausen). Aus dieser Ehe gingen 13 Kinder hervor.
Nach dem Tod von Maria Claudia heiratete er 1685 Giovanna Anna Maria Caterina Marchesa di San Germano Franca San Martino d'Aglié (* 24. Januar 1651 in Turin), die Witwe seines Amtsvorgängers, des Grafen Maximilian Ferdinand von Toerring-Seefeld. Das Paar ließ sich 1693 von Enrico Zuccalli das Palais Porcia in München errichten. Diese zweite Ehe blieb kinderlos.
Die Mickhauser Linie der Fugger erlosch 1804 im Mannesstamm.